# Дайтінг
Дайтінг (нім. Daiting) — громада в Німеччині, знаходиться в землі Баварія. Підпорядковується адміністративному округу Швабія. Входить до складу району Донау-Ріс. Складова частина об'єднання громад Монгайм.
Площа — 25,44 км2. Населення становить 785 ос. (станом на 31 грудня 2020).